# Акт о запрете работорговли (1807)
Акт о работорговле 1807 года, официально — «Акт об отмене работорговли», был принят парламентом Соединённого Королевства для установления запрета на работорговлю в Британской империи. Хотя акт и не отменил практику рабства, он поощрял британские действия по оказанию давления на другие национальные государства с целью отмены их собственной работорговли. Акт вступил в силу 1 мая 1807 года, после 18 лет попыток принять закон об отмене работорговли.
Многие сторонники[кто?] считали, что закон приведёт к прекращению рабства. Рабство на английской земле не поддерживалось английским законодательством, и эта позиция была подтверждена в деле Сомерсета в 1772 году, но оно оставалось законным на большей части территории Британской империи до принятия Акта об отмене рабства в 1833 году.

## На фоновом плане
Как пишет британский историк Мартин Мередит: «За десятилетие между 1791 и 1800 годами британские корабли совершили около 1340 рейсов через Атлантику, высадив около 400 000 рабов. Между 1801 и 1807 годами они увезли ещё 266 000 человек. Работорговля осталась одним из самых прибыльных Британских бизнесов.
Комитет по отмене работорговли был сформирован в 1787 году группой английских протестантов-евангелистов, объединившихся с квакерами, чтобы объединиться в общей оппозиции рабству и работорговле. Квакеры долгое время считали рабство аморальным и губительным для человечества. К 1807 году группы аболиционистов в Великобритании имели очень значительную фракцию членов-единомышленников в британском парламенте. На пике своего развития они контролировали 35-40 мест. Альянс, известный как „Святые“, возглавил самый известный из участников кампании против работорговли Уильям Уилберфорс, который взялся за отмену рабства в 1787 году после того, как прочитал доказательства, собранные Томасом Кларксоном против торговли рабами. Эти преданные своему делу парламентарии имели доступ к юридическим разработкам Джеймса Стивена, зятя Уилберфорса. Они часто рассматривали свою личную борьбу против рабства как предначертанный Богом крестовый поход. В воскресенье, 28 октября 1787 года, Уилберфорс записал в своем дневнике: „Всемогущий Бог поставил передо мной две великие цели: подавление работорговли и изменение нравов“.
2 апреля 1792 года Уильям Уилберфорс поддержал предложение в Палате общин, „что торговля, которую ведут британские подданные с целью получения рабов на побережье Африки, должна быть отменена“. Он внес аналогичное предложение в 1791 году, но оно было решительно отклонено депутатами: 163 проголосовали против, 88 — за. Генри Дандас не присутствовал на этом голосовании, но когда оно снова рассматривалось членами парламента в 1792 году, Дандас подал петицию от жителей Эдинбурга, которые поддержали отмену. Затем он подтвердил свое принципиальное согласие с предложением Уилберфорса: „Мое мнение всегда было против работорговли“. Однако он утверждал, что голосование за немедленную отмену будет неэффективным, поскольку оно не помешает торговцам из других стран вмешаться и продолжить торговлю, оставленную британцами. Он заявил: „Эта торговля должна быть окончательно отменена, но умеренными мерами“. Он предложил поправку, которая добавила бы слово „постепенный“ к предложению Уилберфорса. Поправка была принята 192 голосами за и 125 против. Затем предложение с поправками было принято 230 голосами за и 85 против. Дандас настаивал на том, что любая отмена работорговли должна зависеть от поддержки колониальных законодательных органов Вест-Индии и выполнения законов, касающихся улучшения условий содержания рабов. Аболиционисты утверждали, что ассамблеи Вест-Индии никогда не поддержат такие меры и что постановка отмены работорговли в зависимость от колониальных реформ приведет к неопределенной задержке.
Через три недели после голосования Дандас представил резолюции, излагающие план постепенной отмены отмены смертной казни к концу 1799 года. Тогда он сообщил Палате представителей, что слишком быстрые действия заставят купцов и землевладельцев Вест-Индии продолжать торговлю „в другом режиме и другие русла“. движение». Депутаты проголосовали за прекращение торговли рабами к концу 1796 года после отклонения предложений о прекращении торговли рабами в 1795 или 1794 году. Затем Палата представителей внесла поправки в поддерживающие резолюции, представленные Дандасом, чтобы отразить новую установленную дату — 1796 год. Однако предложение и резолюции не получили согласия в Палате лордов, рассмотрение было формально отложено до следующей сессии 5 июня 1792 года, где они так и не были возобновлены.
Таким образом, Закон о работорговле 1792 года был принят Палатой общин; но искалеченный и изувеченный модификациями и поправками Питта, графа Морнингтона, Эдварда Джеймса Элиота и Макдональда, он долгие годы лежал в Палате лордов.
Число аболиционистов увеличилось из-за шаткого положения правительства под руководством лорда Уильяма Гренвиля, чей короткий срок на посту премьер-министра был известен как Министерство всех талантов. Сам Гренвиль возглавил борьбу за принятие законопроекта в Палате лордов, в то время как в Палате общин законопроект возглавлял министр иностранных дел лорд Хоуик (Чарльз Грей, позже Эрл Грей). Другие события также сыграли свою роль; Акты Союза 1800 года привели в парламент 100 ирландских депутатов, большинство из которых поддержали отмену смертной казни. Законопроект был впервые внесен в парламент в январе 1807 года. Он поступил в Палату общин 10 февраля 1807 года. 23 февраля 1807 года, через двадцать лет после того, как он впервые начал свой крестовый поход, Уилберфорс и его команда были вознаграждены победой. После десятичасовых дебатов Палата представителей подавляющим большинством в 283 голоса против 16 согласилась провести второе чтение законопроекта об отмене работорговли в Атлантике. Законопроект получил королевское одобрение 25 марта 1807 года. Закон вступил в силу 1 мая 1807 года. Однако «Амелия Китти» получила разрешение на отплытие 27 апреля, раньше установленного срока. Таким образом, когда она отплыла 27 июля, она сделала это на законных основаниях. Это был последний легальный рейс с рабами для британского судна.
Все это происходило на фоне продолжающейся войны Четвёртой коалиции. В последние месяцы 1806 года Наполеон одержал крупную победу, сокрушив военную мощь Пруссии, войдя в её столицу Берлин и издав там Берлинский декрет, введя в действие Континентальную блокаду, заявленной целью которой было ослабление британской экономики путем закрытия территория, контролируемая Францией, для своей торговли. Первоначально Французская революция отменила рабство, но Наполеон — хотя и претендовал на продолжение революционного наследия — в 1802 году предпринял ретроградный шаг и восстановил рабство во французских колониях. Таким образом, отменив работорговлю, Британия — которая мало что могла сделать, чтобы напрямую противостоять череде французских военных побед на континенте — могла бы, по крайней мере, получить моральное преимущество перед своим французским врагом.